# Phayao (provincie)
Phayao is een Thaise provincie in het noorden van Thailand. In december 2014 had de provincie 484.454 inwoners, waarmee het de 55e provincie qua bevolking in Thailand is. Met een oppervlakte van 6335,1 km² is het de 34e provincie qua omvang in Thailand. De provincie ligt op ongeveer 691 kilometer van Bangkok. Phayao werd in 1977 afgesplitst van de provincie Chiang Rai, en grenst verder aan de provincies/landen: Changwat, Laos, Nan, Phrae, Lampang. Phayao ligt niet aan zee.

## Provinciale symbolen
|  | Het provinciale zegel toont het Boeddhabeeld genaamd Phra Chao Ton Luang. De provinciale vlag is roze met het provinciale zegel in het midden. De provinciale boom is Mammea siamensis (Thai: สารภี salaphi). De bloemen hiervan zijn geel of wit. |

## Klimaat
De gemiddelde jaartemperatuur is 27 graden, met temperaturen die variëren van 9 tot 39 graden. Gemiddeld valt er 1550,9 mm regen per jaar.

## Politiek

### Bestuurlijke indeling
De provincie is onderverdeeld in 9 districten (Amphoe):
| Amphoe \| 1. Phayao 2. Chun 3. Chiang Kham 4. Chiang Muan 5. Dok Khamtai \| 6. Pong 7. Mae Chai 8. Phu Sang 9. Phu Kamyao \| |                                               |
| 1. Phayao 2. Chun 3. Chiang Kham 4. Chiang Muan 5. Dok Khamtai                                                               | 6. Pong 7. Mae Chai 8. Phu Sang 9. Phu Kamyao |

## Prestatie-index
United Nations Development Programme (UNDP) in Thailand heeft sinds 2003 voor subnationaal niveau een Index van de menselijke prestatie (Human Achievement Index - HAI) gepubliceerd op basis van acht belangrijke gebieden van de menselijke ontwikkeling. Provincie Phayao neemt met een HAI_waarde van 0,6659 de 5e plaats in op de ranglijst. Tussen de waarden 0,6516 en 0,6976 is dit "hoog".
| Hoofdgroep                    | Aantal graadmeters | Ranglijst |
| ----------------------------- | ------------------ | --------- |
| Volksgezondheid               | 7                  | 53e       |
| Onderwijs                     | 4                  | 28e       |
| Werkomstandigheden            | 4                  | 12e       |
| Huishoudelijk inkomen         | 4                  | 24e       |
| Huisvesting en leefomgeving   | 5                  | 15e       |
| Familie- en gemeenschapsleven | 6                  | 16e       |
| Transport en communicatie     | 6                  | 22e       |
| Deelname aan politiek, enz.   | 4                  | 11e       |

## Galerij

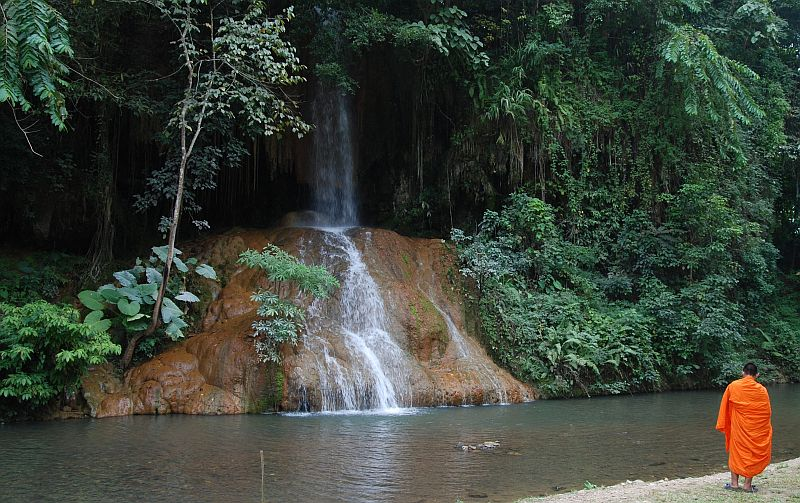
Phu Sang waterval
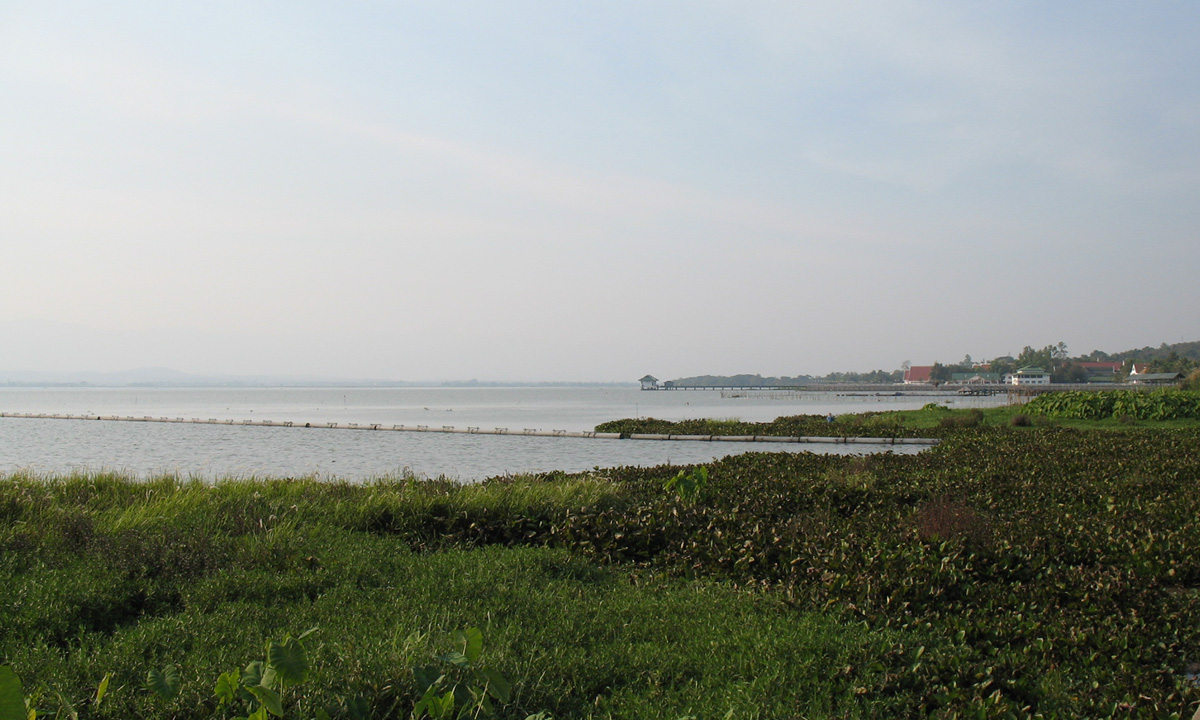
Het meer van Phayao